# تجمع شعب غبارة (حجر)

تعديل مصدري - تعديل

تجمع شعب غبارة هي إحدى قرى عزلة الجول بمديرية حجر التابعة لمحافظة حضرموت، بلغ تعداد سكانها 34 نسمة حسب تعداد اليمن لعام 2004.